# Pacific Mail Steamship Company
La Pacific Mail Steamship Company est une compagnie américaine de navigation à vapeur créée en 1848 par William Henry Aspinwall pour assurer la liaison entre New York et la Californie avec trois navires sera l'une des plus grandes réussites mondiales du transport maritime. La compagnie joua un rôle clef au moment de la ruée vers l'or en Californie dans le transport de marchandises et de personnes. Elle contribua ainsi à la croissance de San Francisco.

## Histoire
La société figure les onze actions de l'indice Dow Jones de 1884, c’est la seule des onze à ne pas opérer dans le transport ferroviaire, avec le groupe de télégraphe Western Union
En 1848, la société par actions est créée dans l'État de New York par un groupe de négociants qui ont obtenu de l'État fédéral une concession pour acheminer le courrier sur la Côte Ouest, encore quasiment déserte, en passant par l'isthme de Panama.
La nouvelle société reçoit une aide de 200 000 euros du gouvernement US en échange de desserte de certains petits ports de l'Ouest. Puis le 30 septembre 1848 les 400 000 dollars d’actions sont levés.
L’or a été découvert en janvier et février de la même année sur la Côte Est. En août de la même année, le gouverneur de Californie recense 4 000 chercheurs réalisant une recette quotidienne de 40 000 dollars. Mais la traversée du continent prend cinq mois par les terres.
Le premier vapeur arrive à San Francisco le 28 février 1849.
Le chiffre d'affaires est rapidement passé dès les premières années à un million de dollars au lieu de 400.000 attendu, les trois bateaux de la compagnie sont débordés. Le capital social passe de 400.000 à 2M USD deux ans après le lancement, puis 4 M USD.
En 1859, trois nouveaux bateaux sont achetés à une compagnie rivale et payés en actions Mail Pacific, transaction réalisée avec l’aide de la banque Brow Brothers and Harriman.
La valeur de l’action double en quelques années et en 1863 le capital social passe à 10 M USD puis à 20 M USD en 1865. Les actifs de la Pacific Mail, qui réinvestit ses plantureux bénéfices, sont alors évalués à 30 M USD, soit 50 % de plus que la valeur du capital social.
En 1867, la Pacific Mail étend son réseau aux ports chinois et japonais et à Hong-Kong.
La société n'a pas cherché à profiter du boom de l'immigration sur la côte Ouest après la grande famine irlandaise et les révolutions ratées de 1848 dans une dizaine d'États allemands, ou alors via de simples partenariats commerciaux avec les compagnies françaises (Compagnie générale transatlantique des frères Pereire) à Saint-Nazaire, britanniques à Liverpool et allemandes à Brême et Hambourg.